# Hellested Friskole
Hellested Friskole og Børnehus er en privatskole i Hellested på Stevns. Der går 186 børn på Hellested Friskole fordelt på 0. - 9. klasse. Friskolen tilbyder 9. klasses Afgangsprøve.
Keld Andreasen er skoleinspektør på skolen. 

## Historie
Skolen blev i 2013 grundlagt, efter lukningen af den gamle, offentlige skole. Skolens oprettelse blev finansieret med lån fra byens borgere. Prisen for den offentlige skoles bygninger var to millioner kroner.
| År      | Antal elever |
| ------- | ------------ |
| 2013/14 | 130          |
| 2014/15 | 159          |
| 2015/16 | 171          |
| 2016/17 | 186          |

## Friskole og Børnehus
Hellested Friskole og Børnehus er en friskole og et børnehus (børnehave). Børnehuset er fra 0-6 årige, og opdelt i fire grupper. Skolen tager elever fra 0. klasse til 9. klasse.
Børnehuset er delt op i grupper ses her:
Kernerne, er vuggestuebørnene
Nødderne, er de yngste børnehavebørn
Kastanjerne, er de mellemste børnehavebørn
Koglerne, er de ældste børnehavebørn 